# 羽序灯心草
羽序灯心草（学名：Juncus ochraceus）为灯心草科灯心草属的植物。分布在尼泊尔、锡金以及中国大陆的四川、云南等地，生长于海拔2,500米至4,000米的地区，多生在山坡或沟边杂木林中，目前尚未由人工引种栽培。